# 칠갑산1로
칠갑산1로(Chilgapsan 1-ro)는 충청남도 청양군 대치면 탄정리 탄정 교차로와 목면 대평리 가야미 교차로를 잇는 충청남도의 도로이다.
2017년 1월 1일에 개통된 '청양 대치 ~ 공주 우성간 도로' 구간이며, 기존 칠갑산로를 대체하기 위해 건설된 도로이므로 칠갑산1로로 명명되었다.

## 연혁
- 2017년 1월 1일 : 청양 대치 ~ 공주 우성간 도로 1공구(청양군 대치면 탄정리 ~ 정산면 대박리) 12.2km 구간 확장 개통 및 기존 청양군 대치면 탄정리 ~ 정산면 서정리 14.9km 구간 폐지[1], 청양 대치 ~ 공주 우성간 도로 2공구(청양군 정산면 대박리 ~ 목면 대평리, 청양군 목면 송암리 ~ 공주시 우성면 단지리) 총 13.3km 구간 확장 개통 및 기존 청양군 정산면 서정리 ~ 목면 대평리 4.1km 구간과 공주시 우성면 방흥리 ~ 동대리 1.8km 구간 폐지[2]
- 2017년 2월 8일 : 칠갑산1로로 명명

## 주요 경유지
충청남도
- 청양군 (대치면 · 정산면 · 목면)

## 노선
전 구간 국도 제36호선에 속하므로 이 노선에 대한 별도 표기는 생략한다.
| 이름                            | 접속 노선                                           | 소재지        | 소재지        | 비고          |
| 대청로와 직결                   | 대청로와 직결                                       | 대청로와 직결 | 대청로와 직결 | 대청로와 직결 |
| ------------------------------- | --------------------------------------------------- | ------------- | ------------- | ------------- |
| 탄정 교차로 (탄정1교)           | 국가지원지방도 제70호선 지방도 제645호선 (칠갑산로) | 청양군        | 대치면        |               |
| 대치천교                        |                                                     | 청양군        | 대치면        |               |
| 주정 교차로                     | 주전로                                              | 청양군        | 대치면        |               |
| 시전1교                         |                                                     | 청양군        | 대치면        |               |
| 이화 교차로                     | 청산로                                              | 청양군        | 대치면        |               |
| 이화4교 이화5교                 |                                                     | 청양군        | 대치면        |               |
| 형산 교차로                     | 광산로                                              | 청양군        | 대치면        |               |
| 형산교                          |                                                     | 청양군        | 대치면        |               |
| 청양터널                        |                                                     | 청양군        | 대치면        | 연장 1,750m   |
| 청양터널                        | 정산면                                              | 청양군        |               | 연장 1,750m   |
| 마치 교차로                     | 마치길                                              | 청양군        |               |               |
| 원마치교                        |                                                     | 청양군        |               |               |
| 칠갑산터널                      |                                                     | 청양군        | 연장 1,110m   |               |
| 대박1교 대박2교                 |                                                     | 청양군        |               |               |
| 정산 교차로 (정산교)            | 국도 제39호선 (충의로)                              | 청양군        |               |               |
| 해남1교 역촌1교 역촌2교 백곡1교 |                                                     | 청양군        |               |               |
| 백곡 교차로 (백곡교)            | 백곡길                                              | 청양군        |               |               |
| 지곡교                          |                                                     | 청양군        | 목면          |               |
| 가야미 교차로 (가야미교)        | 칠갑산로 가야미길                                   | 청양군        | 목면          |               |
| 칠갑산로와 직결                 |                                                     |               |               |               |

## 같이 보기
- 칠갑산로